# Tuindorp
Tuindorp est un village situé dans la commune néerlandaise de Zevenaar, dans la province de Gueldre.